# Grrr!
Grrr! (eigene Schreibweise GRRR!) ist das 29. Kompilationsalbum der britischen Rockband The Rolling Stones. Es war ab 9. November 2012 in Europa erhältlich, ehe es am 12. November 2012 weltweit veröffentlicht wurde. Daran schloss sich die 50-&-Counting-Tour an.

## Entstehung und Veröffentlichung
Die Kompilation wurde anlässlich des fünfzigjährigen Bestehens der Band zusammengestellt. Als Bonustracks finden sich auf Grrr! die im August 2012 aufgenommenen Lieder Doom and Gloom und One More Shot. Die Kompilation erschien in drei CD-Fassungen unterschiedlichen Umfangs: als Doppel-CD, als Dreifach-CD und als Fünffach-CD. Sie wurde außerdem auf LP und als Download veröffentlicht.
Das Cover, welches einen Gorilla mit roten Lippen und herausgestreckter Zunge, dem Tongue-and-Lips-Logo der Rolling Stones, zeigt, wurde von Walton Ford entworfen. Ford war von Mick Jagger mit der Gestaltung eines Logos für die Zelebrierung des Bandjubiläums beauftragt worden und griff hierfür auf seine King-Kong-Gemälde von 2011 zurück. Sein Konzept war es, durch die Kombination des Tongue-and-Lips-Logos mit einem King-Kong-Abbild das ihm ungeheuerlich erscheinende Ausmaß der Leistung der Band in den vergangenen 50 Jahren darzustellen: „Ich sah die Rolling Stones als eine Art Silberrücken[.] […] Die ganzen King-Kong-Metaphern und all das sind treffend“.
Die Ankündigung des Albums erfolgte im September 2012 im Rahmen einer großangelegten Werbekampagne, die Erweiterte Realität einsetzte. Mittels der kostenlosen App uView sollten Fans mit Smartphones oder anderen kompatiblen Geräten das Bild eines Augenpaares auf einer der Websites der Rolling Stones scannen um nach und nach Hinweise auf eine Neuigkeit zu erhalten.
Unter anderem erklangen bei Verwendung der App Rolling-Stones-Musik und das Grollen eines Tieres.
Augen und Grollen offenbarten sich letztlich als dem Gorilla vom Album-Cover zugehörig, der per uView als 3D-Animation ‚zum Leben erweckt‘ werden konnte.
Für die Kampagne wurden weiterhin im Kontext eines Gewinnspiels das Zungen-Logo und weltweit in 50 Städten Örtlichkeiten wie der Elizabeth Tower und das Brandenburger Tor mit Gorilla-Animationsfilmen verknüpft. Diese wurden durch Scannen eines Ortes/Gebäudes oder Logos mittels uView aktiviert.
Die Website der Band kommentierte den Einsatz der App: „Die Nutzung einer der derzeit modernsten Formen von Mobiltechnik festigt den Status der Rolling Stones als eine der innovativsten Bands der Welt, die so relevant ist wie eh und je.“
Unter dem Namen „GRRRegory“ erhielt der Gorilla ein eigenes Twitter-Konto, über das ab Oktober Aktuelles zur Band verbreitet wurde.

## Titelliste
Alle Lieder, ausgenommen derer, bei denen es angemerkt ist, wurden von Mick Jagger und Keith Richards geschrieben.

### Basic-Edition

#### CD 1
1. Come On (Chuck Berry)
2. Not Fade Away (Charles Hardin/Norman Petty)
3. It’s All Over Now (Bobby Womack/Shirley Jean Womack)
4. Little Red Rooster (Willie Dixon)
5. The Last Time
6. (I Can’t Get No) Satisfaction
7. Get Off of My Cloud
8. As Tears Go By (Mick Jagger/Keith Richards/Andrew Loog Oldham)
9. 19th Nervous Breakdown
10. Have You Seen Your Mother, Baby, Standing In The Shadow?
11. Paint It Black
12. Let’s Spend the Night Together
13. Ruby Tuesday
14. Jumpin’ Jack Flash
15. Street Fighting Man
16. Sympathy for the Devil
17. Honky Tonk Women
18. You Can’t Always Get What You Want
19. Gimme Shelter
20. Wild Horses

#### CD 2
1. Brown Sugar
2. Tumbling Dice
3. It’s Only Rock ’n Roll (But I Like It)
4. Angie
5. Fool to Cry
6. Beast of Burden
7. Miss You
8. Respectable
9. Emotional Rescue
10. Start Me Up
11. Waiting on a Friend
12. Happy
13. Undercover of the Night
14. Harlem Shuffle (Earnest Nelson/Robert Relf)
15. Mixed Emotions
16. Love Is Strong
17. Anybody Seen My Baby? (Mick Jagger/Keith Richards/k.d. lang/Ben Mink)
18. Don’t Stop
19. Doom and Gloom
20. One More Shot

### Deluxe-Edition
Die Deluxe-Edition wurde zusätzlich als Vinyl-LP veröffentlicht.

#### CD 1
1. Come On (Chuck Berry)
2. Not Fade Away (Charles Hardin/Norman Petty)
3. It’s All Over Now (Bobby Womack/Shirley Jean Womack)
4. Little Red Rooster (Willie Dixon)
5. The Last Time
6. (I Can’t Get No) Satisfaction
7. Time Is on My Side (Jerry Ragovoy)
8. Get Off of My Cloud
9. Heart of Stone
10. 19th Nervous Breakdown
11. As Tears Go By (Mick Jagger/Keith Richards/Andrew Loog Oldham)
12. Paint It Black
13. Under My Thumb
14. Have You Seen Your Mother, Baby, Standing in the Shadow?
15. Ruby Tuesday
16. Let’s Spend the Night Together
17. We Love You

#### CD 2
1. Jumpin’ Jack Flash
2. Honky Tonk Women
3. Sympathy for the Devil
4. You Can’t Always Get What You Want
5. Gimme Shelter
6. Street Fighting Man
7. Wild Horses
8. She’s a Rainbow
9. Brown Sugar
10. Happy
11. Tumbling Dice
12. Angie
13. Rocks Off
14. Doo Doo Doo Doo Doo (Heartbreaker)
15. It’s Only Rock ’n’ Roll (But I Like It)
16. Fool to Cry

#### CD 3
1. Miss You
2. Respectable
3. Beast of Burden
4. Emotional Rescue
5. Start Me Up
6. Waiting on a Friend
7. Undercover of the Night
8. She Was Hot
9. Streets of Love
10. Harlem Shuffle (Earnest Nelson/Robert Relf)
11. Mixed Emotions
12. Highwire
13. Love Is Strong
14. Anybody Seen My Baby? (Mick Jagger/Keith Richards/k.d. lang/Ben Mink)
15. Don’t Stop
16. Doom and Gloom
17. One More Shot

### Super-Deluxe-Edition

#### CD 1
1. Come On (Chuck Berry)
2. I Wanna Be Your Man (John Lennon/Paul McCartney)
3. Not Fade Away (Charles Hardin/Norman Petty)
4. That’s How Strong My Love Is (Roosevelt Jamison)
5. It’s All Over Now (Bobby Womack/Shirley Jean Womack)
6. Little Red Rooster (Willie Dixon)
7. The Last Time
8. (I Can’t Get No) Satisfaction
9. Heart of Stone
10. Get Off of My Cloud
11. She Said Yeah (Sonny Christy/Roddy Jackson)
12. I’m Free
13. Play with Fire (Nanker Phelge)
14. Time Is on My Side (Jerry Ragovoy)
15. 19th Nervous Breakdown
16. Paint It Black
17. Have You Seen Your Mother, Baby, Standing in the Shadow?
18. She’s a Rainbow
19. Under My Thumb
20. Out of Time
21. As Tears Go By (Mick Jagger/Keith Richards/Andrew Loog Oldham)

#### CD 2
1. Let’s Spend the Night Together
2. Mother’s Little Helper
3. We Love You
4. Dandelion
5. Lady Jane
6. Flight 505
7. 2000 Light Years from Home
8. Ruby Tuesday
9. Jumpin’ Jack Flash
10. Sympathy for the Devil
11. Child of the Moon
12. Salt of the Earth
13. Honky Tonk Women
14. Midnight Rambler
15. Gimme Shelter
16. You Got the Silver
17. You Can’t Always Get What You Want
18. Street Fighting Man
19. Wild Horses

#### CD 3
1. Brown Sugar
2. Bitch
3. Tumbling Dice
4. Rocks Off
5. Happy
6. Doo Doo Doo Doo Doo (Heartbreaker)
7. Angie
8. It’s Only Rock ’n Roll (But I Like It)
9. Dance Little Sister
10. Fool to Cry
11. Respectable
12. Miss You
13. Shattered
14. Far Away Eyes
15. Beast of Burden
16. Emotional Rescue
17. Dance (Pt. 1) (Mick Jagger/Keith Richards/Ronnie Wood)
18. She’s So Cold
19. Waiting on a Friend
20. Neighbours

#### CD 4
1. Start Me Up
2. Undercover of the Night
3. She Was Hot
4. Harlem Shuffle (Earnest Nelson/Robert Relf)
5. Mixed Emotions
6. Highwire
7. Almost Hear You Sigh (Mick Jagger/Keith Richards/Steve Jordan)
8. You Got Me Rocking
9. Love Is Strong
10. I Go Wild
11. Like A Rolling Stone (Bob Dylan)
12. Anybody Seen My Baby? (Mick Jagger/Keith Richards/k.d. lang/Ben Mink)
13. Saint of Me
14. Don’t Stop
15. Rough Justice
16. Rain Fall Down
17. Streets of Love
18. Plundered My Soul
19. Doom and Gloom
20. One More Shot

#### CD 5
Die fünfte CD der Super-Deluxe-Edition beinhaltet fünf Demoaufnahmen, die im Jahr 1963 in den IBC Studios in London aufgenommen wurden.
1. Diddley Daddy
2. Road Runner
3. Bright Lights, Big City
4. Honey What’s Wrong
5. I Want to Be Loved

#### Vinyl-EP
Auf der Vinyl-EP finden sich vier Aufnahmen aus dem Jahr 1964, die in den Londoner BBC Studios aufgenommen wurden.
A-Seite
1. Route 66
2. Cops and Robbers

B-Seite
1. You Better Move On
2. Mona (I Need You Baby)

## Rezeption
Stephen Thomas Erlewine von Allmusic findet, dass die Kompilation einen guten Überblick über die lange Karriere der Rolling Stones biete, obwohl selbst auf der Super-Deluxe-Edition nicht alle wichtigen Stücke enthalten seien. Ulf Kubanke von laut.de kritisiert zwar die Auswahl einiger minderwertigerer Stücke, lobt jedoch die stilistische Bandbreite der Kompilation. Helen Brown vom Daily Telegraph zieht Grrr! der zehn Jahre zuvor erschienenen Kompilation Forty Licks vor.
Walton Ford sah sich den negativen Stimmen einiger Rolling-Stones-Fans, die das Album-Cover nicht mochten, ausgesetzt und verteidigte sich gegen diese mit den Worten: „Viele Leute mochten es überhaupt nicht. […] Ich war froh, dass sie es nicht mochten. Ich meine, die letzten Leute, die ich zufriedenstellen wollte, waren Rolling-Stones-Fans. […] Sie sind wirklich bösartig. Es ist eine allgemeine Regel, dass sie eine Fan-Basis haben, die aus vielen Gründen einfach immer verärgert über die Rolling Stones zu sein scheint. […] [A]ls die Rolling Stones ihre beste Arbeit gemacht haben, waren sie den Leuten, die sie so sehr liebten, einen Schritt voraus. Ich dachte, ‚Wie cool, dass ich die Möglichkeit bekomme, ihre Fans anzupissen?‘“

## Kommerzieller Erfolg

### Chartplatzierungen
| ChartsChartplatzierungen       | Höchstplatzierung | Wochen |
| ------------------------------ | ----------------- | ------ |
| Deutschland (GfK)              | 1 (40 Wo.)        | 40     |
| Österreich (Ö3)                | 1 (16 Wo.)        | 16     |
| Schweiz (IFPI)                 | 6 (15 Wo.)        | 15     |
| Vereinigte Staaten (Billboard) | 19 (20 Wo.)       | 20     |
| Vereinigtes Königreich (OCC)   | 3 (38 Wo.)        | 38     |

| ChartsJahrescharts (2012)    | Platzierung |
| ---------------------------- | ----------- |
| Deutschland (GfK)            | 27          |
| Österreich (Ö3)              | 55          |
| Vereinigtes Königreich (OCC) | 31          |

### Auszeichnungen für Musikverkäufe
| Land/Region                  | Auszeichnungen für Musikverkäufe (Land/Region, Auszeichnung, Verkäufe) | Verkäufe  |
| ---------------------------- | ---------------------------------------------------------------------- | --------- |
| Australien (ARIA)            | 2× Platin                                                              | 140.000   |
| Belgien (BRMA)               | Gold                                                                   | 15.000    |
| Deutschland (BVMI)           | Gold                                                                   | 100.000   |
| Irland (IRMA)                | Gold                                                                   | 7.500     |
| Italien (FIMI)               | Gold                                                                   | 30.000    |
| Neuseeland (RMNZ)            | Platin                                                                 | 15.000    |
| Österreich (IFPI)            | Platin                                                                 | 20.000    |
| Polen (ZPAV)                 | 2× Platin                                                              | 40.000    |
| Spanien (Promusicae)         | Gold                                                                   | 20.000    |
| Vereinigte Staaten (RIAA)    | Gold                                                                   | 500.000   |
| Vereinigtes Königreich (BPI) | Platin                                                                 | 300.000   |
| Insgesamt                    | 6× Gold · 7× Platin ·                                                  | 1.187.500 |

Hauptartikel: The Rolling Stones/Auszeichnungen für Musikverkäufe